# سسک درختزار کلاه‌سیاه

سسک درختزار کلاه‌سیاه (نام علمی: Phylloscopus herberti) یک گونه سسک برگی از تیرهٔ سسکان برگی (Phylloscopidae) است. در گذشته در مجموعه "سسکان جهان قدیم " جای داشت.
در خط کامرون (از جمله Bioko) بومی است. زیستگاه طبیعی آن جنگل‌های کوهستانی نمناک نیمه‌گرمسیری یا گرمسیری است.